# Corydalus clauseni
Corydalus clauseni är en insektsart som beskrevs av Contreras-ramos 1998. Corydalus clauseni ingår i släktet Corydalus och familjen Corydalidae. Inga underarter finns listade i Catalogue of Life.